# Thieulloy-la-Ville
Thieulloy-la-Ville és un municipi francès situat al departament del Somme i a la regió dels Alts de França. L'any 2007 tenia 103 habitants.

## Demografia

### Població

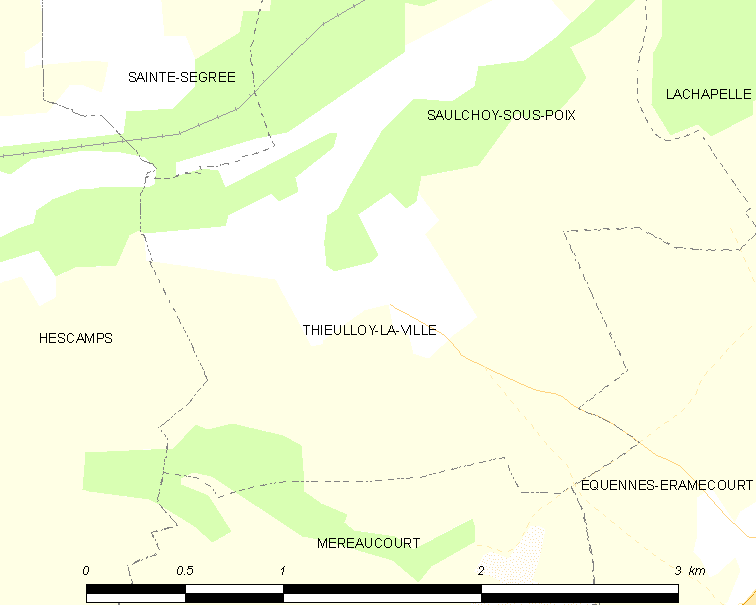

El 2007 la població de fet de Thieulloy-la-Ville era de 103 persones. Hi havia 41 famílies de les quals 8 eren unipersonals (4 homes vivint sols i 4 dones vivint soles), 21 parelles sense fills i 12 parelles amb fills.
La població ha evolucionat segons el següent gràfic:
Habitants censats

### Habitatges
El 2007 hi havia 60 habitatges, 44 eren l'habitatge principal de la família, 8 eren segones residències i 8 estaven desocupats. Tots els 60 habitatges eren cases. Dels 44 habitatges principals, 30 estaven ocupats pels seus propietaris, 12 estaven llogats i ocupats pels llogaters i 1 estava cedit a títol gratuït; 5 tenien tres cambres, 14 en tenien quatre i 25 en tenien cinc o més. 31 habitatges disposaven pel capbaix d'una plaça de pàrquing. A 19 habitatges hi havia un automòbil i a 23 n'hi havia dos o més.

### Piràmide de població
La piràmide de població per edats i sexe el 2009 era:
| Homes | Edats   | Dones |
| ----- | ------- | ----- |
| 0     | 95 o +  | 0     |
| 0     | 90 a 94 | 0     |
| 0     | 85 a 89 | 4     |
| 0     | 80 a 84 | 0     |
| 4     | 75 a 79 | 4     |
| 4     | 70 a 74 | 0     |
| 4     | 65 a 69 | 8     |
| 0     | 60 a 64 | 0     |
| 0     | 55 a 59 | 4     |
| 4     | 50 a 54 | 0     |
| 4     | 45 a 49 | 4     |
| 4     | 40 a 44 | 4     |
| 0     | 35 a 39 | 0     |
| 0     | 30 a 34 | 0     |
| 4     | 25 a 29 | 0     |
| 4     | 20 a 24 | 8     |
| 0     | 15 a 19 | 12    |
| 0     | 10 a 14 | 0     |
| 4     | 5 a 9   | 0     |
| 0     | 0 a 4   | 0     |

## Economia
El 2007 la població en edat de treballar era de 67 persones, 53 eren actives i 14 eren inactives. De les 53 persones actives 50 estaven ocupades (24 homes i 26 dones) i 3 estaven aturades (3 homes). De les 14 persones inactives 4 estaven jubilades, 6 estaven estudiant i 4 estaven classificades com a «altres inactius».
Activitats econòmiques
Dels 3 establiments que hi havia el 2007, 1 era d'una empresa extractiva, 1 d'una empresa de comerç i reparació d'automòbils i 1 d'una empresa d'hostatgeria i restauració.
L'únic servei als particulars que hi havia el 2009 era un restaurant.
L'any 2000 a Thieulloy-la-Ville hi havia 6 explotacions agrícoles.

## Poblacions més properes
El següent diagrama mostra les poblacions més properes.